# IC 3193
IC 3193 је спирална галаксија у сазвјежђу Береникина коса која се налази на листи објеката дубоког неба у Индекс каталогу.
Деклинација објекта је + 27° 53' 55" а ректасцензија 12h 21m 1,2s. Привидна величина (магнитуда) објекта IC 3193 износи 14,8 а фотографска магнитуда 15,6. IC 3193 је још познат и под ознакама MCG 5-29-67, CGCG 158-84, PGC 39870.